# The 2nd - Uno contro tutti
The 2nd - Uno contro tutti (The 2nd) è un film del 2020 diretto da Brian Skiba.

## Trama
L'agente delle Forze Speciali Vic Davis, padre separato da poco, va al campus del suo college quando si trova nel mezzo di un'operazione terroristica al alto rischio. L'amica di suo figlio Erin Walton, figlia del giudice della Corte Suprema Brian Walton, è l'obiettivo e questa fazione armata non si fermerà davanti a niente per rapirla e usarla come leva per un caso legale in sospeso.